# Lars von Haartman

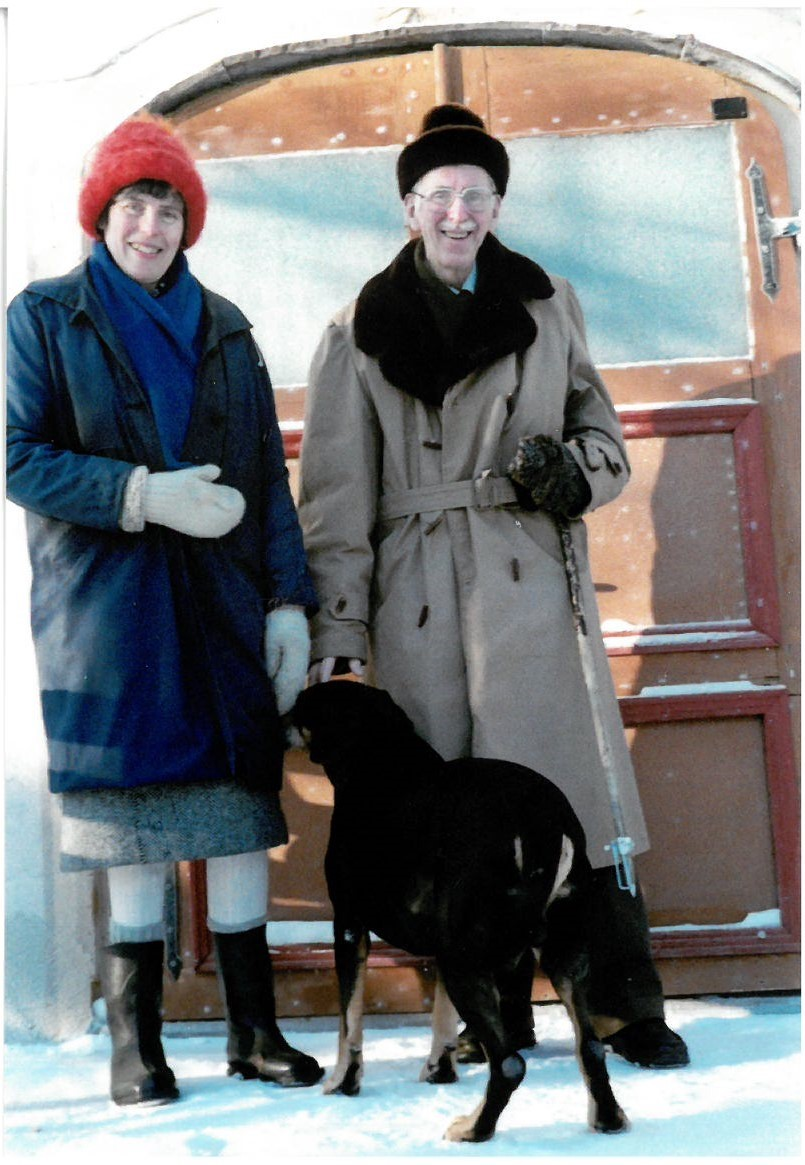
Lars und Brita von Haartman im Jahr 1987.

Lars Arvid Axel von Haartman (* 24. März 1919 in Lempisaari, Askainen; † 28. Oktober 1998 in Helsinki) war ein finnischer Ornithologe und Zoologe.
In seiner finnischen Heimat betrieb er jahrzehntelang intensive Studien über die Vogelwelt, vor allem über Trauerschnäpper, Auer-, Birk- und Haselhuhn, Uhu, Waldschnepfe und Habicht.
1945 schrieb er seine Promotion über Wasservögel im Schärenhof. 1968 folgte die Professur in Zoologie. Er war Mitglied im Internationalen Ornithologen-Kongress sowie Generalsekretär beim 12. IOC in Helsinki. 1978 war er Vizepräsident beim 17. IOC in Berlin und Präsident beim 18. IOC 1982 in Moskau.
Er veröffentlichte rund 200 wissenschaftliche Publikationen von Wasservogelökologie über Vogelzugfragen sowie über Populationsdynamik, Ethologie, Brutbiologie die Dynamik von Avifaunen bis hin zur Populationsbiologie, die er ein halbes Jahrhundert lang an seiner Lieblingsvogelart, dem Trauerschnäpper, studierte.
Von seiner Begabung für die Ornithologie abgesehen war er Dichter, Maler, Zeichner, Historiker, Kunst-, Literatur- und Gartenliebhaber.

## Werke
- Der Herbstzug an zwei Orten in Südfinnland und seine Abhängigkeit von äusseren Faktoren, 1943
- Zur Biologie der Wasser- und Ufervögel im Schärenmeer Südwest-Finnlands, 1945
- Successive Polygamy, 1951
- Der Trauerfliegenschnäpper, 1954
- Adaptation in Hole-Nesting Birds, 1957
- Population changes in the tufted duck, Aythya fuligula, 1957
- The decrease of the Corncrake (Crex crex), 1958
- The corncrake, the tufted duck, and the barred warbler; some comments, 1960
- Charles Darwin and ethology, 1960
- The forehead's lyre: Poems from the Swedish, 1962
- Av samma blod: Essayer om djur och människa, 1964
- Geographical Variations in the Clutch-size of the Pied Flycatcher, 1967
- The evolution of resident versus migratory habit in birds, 1968
- Talgmespopulationen Patellarverschiebeschmerz Lemsjöholm, 1973
- The Arctic Tern Sterna paradisaea-a new inhabitant of the inshore archipelago, 1982
- Bird census on wooden island, 1984